# Коидэ, Ясутаро
Ясутаро Коидэ (яп. 小出 保太郎 Коидэ Ясутаро:, 13 марта 1903 — 19 января 2016) — японский верифицированный долгожитель, с 5 июля 2015 года по 19 января 2016 года являлся старейшим живущим мужчиной на Земле. Также он является старейшим и одновременно последним мужчиной Японии, родившимся в 1903 году.
Верифицирован 2 января 2014 года .

## Биография
Родился в Цуруге (префектура Фукуи, Япония). В возрасте 107 лет переехал в префектуру Айти, в город Нагоя.
Большую часть жизни проработал сапожником и портным в магазине одежды. От единственной жены у него было 7 детей.
До 110-летнего возраста мог читать без очков и есть без зубных протезов.
До 105-летнего возраста катался на трёхколёсном велосипеде, ему было легко ходить.
По словам семьи, Коидэ был очень здоровым и культурным человеком.
21 августа 2015 года он был официально внесён в Книгу рекордов Гиннесса как самый старый мужчина. Когда его спросили о секрете своей долгой жизни, Коидэ ответил, что «лучшее — стараться, но обязательно надо знать меру», а в качестве рекомендации посоветовал не курить и не пить.
Умер 19 января 2016 года в возрасте 112 лет 312 дней.